# Iskanderkul
Iskanderkul (rusky Искандеркуль, tádžicky Искандаркӯл) je horské jezero v Sogdijské oblasti v Tádžikistánu. Má rozlohu 3,4 km². Dosahuje maximální hloubky 72 m. Leží v nadmořské výšce 2195 m.

## Poloha
Nachází se na severním svahu Hissarského hřbetu. Je to jedno z nejkrásnějších jezer ve Střední Asii. Jezero je vytvořené za morénou, která byla zasypána při sesuvu půdy.

## Vodní režim
Do jezera ústí řeky Sarytag, Chazormeč a další. Odtéká z něj řeka Iskanderdarja.